# シュガーポットのないしょ話
『シュガーポットのないしょ話』（シュガーポットのないしょばなし）は、佐藤まり子による日本の漫画作品。『なかよし』（講談社）1980年2月号に掲載された。
この項目では同作品と単行本同時収録している『ケーキハウスはお日さま色』『ラブ♡ケーキもう焼けた?』『ちょっぴりひかえめ恋の味』も扱う。

## 概要
「シュガーポットのないしょ話」「ケーキハウスはお日さま色」「ラブ♡ケーキもう焼けた?」「ちょっぴりひかえめ恋の味」4作共通して、ラブコメディにクッキングレシピをコラボレーションした内容である。「ラブ♡ケーキもう焼けた?」のみ桐村杏子が原作を担当している。クッキングレシピの調理人については、これと言った記載がない。
この作品の後の『あこがれ♥二重唱』 では、ポプリレシピによるコラボレーション作品を発表している。

## 登場人物

### シュガーポットのないしょ話
堀内真雪（ほりうちまゆき）
主人公。黒ベタの長いロングヘアーの女の子で、赤面症とどもりのコンプレックスを持っている。中高一貫教育校の翠嵐学園・中等部入学式に偶然出会った森島先輩に一目惚れし、片思いのままである。料理の実力は簡単なものからホールケーキまで作れる。コンプレックスを気にするために友人達の作ったバレンタインチョコレートが1つ見本があったために友人達と一緒に森島先輩に渡す事を誘われたが、その他大勢で渡す事が駄目で逃げてしまった。
ルディ
自宅での真雪の話し相手で羽のはえた妖精の女の子。コンプレックスを持つ真雪を励ます事もある。
森島先輩
植物部の憧れの先輩。名前は作品中に記載がない。5年前の入学式に真雪と出会っている。高2の時は沢山の人からチョコレートを貰っていたが、高3では好きな人のチョコレートを待つために拒否をしてしまった。
良子他2人
真雪の友人達、2つ分けの髪型、マッシュルームカットの髪型、セミロングのソバージュ髪型の3人である。名前とキャラクターは良子のみしか解っていない（ソバージュの髪型）。料理3人とも真雪に頼むほど全く駄目。3人とも植物部の森島先輩に高1の時から熱をあげている。

### ケーキハウスはお日さま色
山下みく
主人公。段差のあるロングヘアーに二つ分けの一部を三つ編みしたり、ヘアーピンで留めている女の子。ケーキに関しては手作りケーキとティールームを経営しているおばである小夜子の影響で日曜日にお店の手伝いを条件にケーキ作りを習い始める。初期はチョコトルテまでは上手く出来たが、マロンパイが上手くいかなかった。ストーリー中盤でパイも上達している。後期には、ある複数の事がきっかけで「甘くない」「太らない」オリジナルケーキを作る事になる。将来は自分の手作りケーキとティールームを経営する事が夢。その反面、ケーキやお菓子に夢中になりすぎるために、勉強を疎かにして母親から怒られる事が多い。
新
年上で眼鏡をかけた三枚目系のみくの幼馴染の男の子。苗字は作品中記載されていない。みくに対して手なずける事が上手い。更に、みくが恋をした藤栄に対しての助力、七恵が恋をした同年齢である高3・木暮の情報。勉強を疎かにしたみくのケーキコンクール出場危機に家庭教師としての助力、「甘くないケーキ」の試食とみくの縁の下の力持ち的な存在である。
藤枝勇（とうえゆう）
みくが恋をした男性で。科学部。新と同級生でもある。9月20日の誕生日に、新の頼みでみくが作ったバースデーケーキを渡されたが、実は吹き出物が出るほど甘いものが苦手。新の頼みで無理して食べたバースデーケーキの礼をみくに伝えたら、暫くの間ケーキやお菓子がプレゼントされ、迷惑がれていた。
小夜子
みくの叔母。作品中「小夜子さん」と呼ばれている。苗字は作品中記載されていない。ケーキとティールームを経営している、みくのケーキアドバイザー。味についてはプロ級にわかる人物。そのため、「甘くないケーキ」の試食は、後述のみくの母親込みで避けてしまっている。
七恵（なえ）
苗字は作品中記載されていない。おでこをだしたボブカットヘアーに、雀斑がチャームポイントの女の子。辛党で甘いものは殆ど食べない。先輩である木暮に恋をした時にみくに小暮にプレゼントするケーキを頼む。
ボン子
本名は作品中記載されていない。天然パーマで下に結んだツーテールの髪型の小太りの女の子。よく学校の男性にラブレターを出して、太っているからと言う理由で振られる事が多い。お菓子は非常に大好きだが、作品中2回目の失恋で甘いものを経ってしまう。結末には予想外の展開が1コマだけであるが起きている。
みくの母
小夜子の姉。みくがケーキやお菓子に夢中になって勉強を疎かにしているためによく叱る。流石に数学のテストで55点を取ったために、ケーキコンクール出場は次の数学の点数が80点に達しないと出場禁止令までだしてしまう。味については小夜子とは反対に音痴である。

### ラブ♡ケーキもう焼けた?
本田有紀（ほんだゆき）
主人公。14歳。ロングヘアーに二つ分けの一部をリボンで結び縦ロールの髪型の女の子。服装はリボン、フリルなのど可愛いものを着用。確り者である。普段から母親と一緒に料理をしているために、料理の腕はマドレーヌなどは完璧に出来る。姉・美知子が連れてきた9つ年上の公彦に一目惚れをする。
本田美知子（ほんだみちこ）
有紀の姉。通称ミッチ。19歳の短大生。趣味はテニス。好物は焼き芋。黒ベタのパーマで後ろ髪が長いショートヘアーの女性。服装は有紀とは逆にGパンが殆どでラフなものが多い。料理はからっきし駄目であるが、食べる事に関しては健康的といわれるほどの活発系である。
有紀と美知子の母
作品中、公彦以外から「ママ」と呼ばれている。料理が得意な人物で、シーフードグラタン、ミモザサラダ、チキンブロス、3色ババロア、ローストビーフ、塩鮭のマリーネ、煮物、ゼリーなど多種の料理が作れる。
有紀と美知子の父
作品中、公彦以外から「パパ」と呼ばれている。ほんの少ししか出ないが、ストーリー後半で重要な役割をはたす。
武井公彦（たけいきみひこ）
美知子の先輩で23歳の社会人。美知子との関係は先輩兼テニスのコーチ。好きなものはグラタン、サラダ、ケーキ。何故か美知子の好物を知ってる。下宿住まいで美知子の家庭を羨ましく思っている2枚目系の男性である。

### ちょっぴりひかえめ恋の味
翔子
主人公。後ろ髪が長いパーマでショートヘアーの女の子。野球部のマネージャー。沢山飛んできたボールを交せるほどの反射神経を持つ。料理教室を先生をする母がいるが、料理が全く駄目である。しかし好感を持っている人の発言から料理を始める。苗字は母の先生をしている料理教室「海広」である可能性があるが、殆ど「翔子」か「マネージャー」と呼んでいるので解っていない。
日向
野球部部員で野球が生きがいの恋音痴と言われるほどの2枚目男の子。名前は作品中記載されていない。恋音痴の重症度は後で医者に笑われるほどの展開がある。理想のタイプは「優しくて料理が出来る子」。人には言えない隠し事を持っている。
昇
翔子の親戚で東大入学を目指す浪人の居候。眼鏡をかけたぱっとしない男性で階段から良く落ちる。名前は作品中記載されていない。味音痴であるために料理を始めた翔子の失敗作、ビーフ・ストロガノフ他の残飯処理、翔子からの質問「男性の食事の好み」などを答えるなど、利用されまくり放題のキャラクターである。
翔子の母
「海広料理教室」の先生でもある、翔子の母。翔子に教室に出て欲しいと頼むが不器用の父の血を引いているとかテストがあるとか言って交しているが、あるきっかけでいきなり料理を始めた翔子に対して喜んでいる。この作品の料理のアドバイザーでもある。
久美
日向が前にいた「北中学」のクラスメイトの女の子。名前は作品中記載されていない。日向とよく会って紙袋を渡す。この紙袋を日向持っていることが多いために、翔子がガールフレンドと思ってしまった。

## 作品中のクッキングレシピ

### シュガーポットのないしょ話
この作品では、バレンタインデーメインのストーリーなので、これに準じたレシピになっている。
トリフ
真雪が高1の時に良子達から頼まれた、バレンタインチョコレートの1つ。板チョコレート、生クリーム、オレンジピール（無い場合はピーナッツ）、ウェハース、ラム酒、ココアパウダー、グラニュー糖、サラダオイルを使ったもの。
フルーツチョコレート
真雪が高1の時に良子達から頼まれた、バレンタインチョコレートの1つ。コーティングチョコレート、缶詰のチェリー、乾燥パイナップル、粉砂糖、レモン汁、キルシュか水を使った簡単に出来るもの。
バレンタインラブケーキ
真雪が高2の時に森島に勇気を出して手渡すために作った勝負バレンタインケーキ。小麦粉、玉子、バター、砂糖、牛乳、ココアベースのスポンジ生地に、生クリーム、砂糖、ブランデー、バニラエッセンス、ホワイトチョコレート、スミレの花の砂糖漬けを使ったハート型のホールケーキ。更に、厚紙、白レースリボン、ピンクサテンリボン、小さな造花を使ったバレンタインケーキ用プレートの作り方も追加している。

### ケーキハウスはお日さま色
この作品では、ケーキやお菓子に関したストーリーなので、これの準じたレシピになっている。
ヨーグルトクリーム=オ=ファンタジア
小夜子から「たまには冷たいデザートはどう」の発言から作った氷菓。プレーンヨーグルト、生クリーム、レモン汁、バニラエッセンス、砂糖、缶詰のチェリーを使った簡単なもの。
パイナップルサイダンケーキ
藤栄の誕生日のプレゼントに作ったケーキが上手く作れなく困ったみくに小夜子から簡単に出来ると教えてもらったケーキ。薄力粉、卵、砂糖、バニラエッセンスのスポンジに、缶詰のパイン、チェリーのケーキを上にのせ。果物の上に砂糖、レモン汁、水を使った寒天を塗ったケーキ。
バタービスキュイ
藤栄のプレゼントに作ったお菓子の1つ。薄力粉、コーンスターチ、バター、砂糖、卵白、バニラエッセンス、レモン汁の生地を冷凍室で固め、包丁でカットしてオーブンで焼くお菓子である。
くり蒸しローフ
先輩である木暮に、恋をした七恵がプレゼントするためにみくがアドバイスをしたケーキ。薄力粉、ベイキングパウダー、黒砂糖、バニラエッセンス、サラダ油、牛乳、ビンつめの栗を使い、蒸し器を使ったケーキ。
みくちゃんオリジナルポパイケーキ
甘いものが苦手な藤栄、七恵。太らないために甘いものを絶ったボン子のために作成したケーキ。薄力粉、バター、冷水のパイ生地に、ほうれん草、ベーコン、グリュエールチーズ（無い場合はナチュラルチーズ）、卵、サワークリーム、塩、胡椒を使ったケーキであるが、バター、チーズ、ベーコンなどの油脂 が多いものを使っているために「太らない」と言うケーキとしては信憑性が薄い。
レアチーズケーキ
ボン子が紹介した美味しいチーズケーキのお店「まじ」で、みくが持ち帰りを頼むほどの衝撃のケーキだったが風味が落ちるので駄目になった。後日ケーキコンクール前日に落ち着かないみくが気を晴らすために衝撃が起きたチーズケーキに近いものを作った。パイ皿またはスポンジ型必須。グラハムクラッカー（無い場合は胚芽入りビスケット）とサラダ油の台にクリームチーズ、生クリーム、プレーンヨーグルト、卵黄、牛乳、砂糖、コーンスターチ、粉ゼラチン、水、レモン汁、ラム酒漬けのレーズンを使用している。

### ラブ♡ケーキもう焼けた?
この作品では、家庭に関したストーリーなので、これに準じたレシピになっている。
フチット・マルミット
ストーリー背景が正月前後の話なので、寒さ緩和のために簡単で暖まるスープを母と作る。牛肉（無い場合は豚、鳥でもいい）、人参、玉葱、白長葱、キャベツ、ローレル（あればセロリや蕪）、塩、胡椒、スープの素を使ったもの。野菜を切った後にタコ糸で結び、これを鍋に入れて煮込み、煮込んだ後にタコ糸を外しスープに入れるもの。
ワインゼリー
全く料理をしない美智子が初めて挑戦した正月料理。出来はあまり良くないが公彦が「ユニークな味」と言いながら食べる。粉ゼラチン、レモン汁、砂糖、赤（白）葡萄酒（苦手な場合はコーヒー、グレナデンシロップで代用）のゼリー。ゼリー液を一部残してホイッパーで泡だっててこれを冷蔵後にいれて固めたものを飾る。

### ちょっぴりひかえめ恋の味
この作品では、野球のマネージャーによる差し入れに関したストーリーなので、これに順したレシピになっている。
シュークリーム
翔子が不純な動機で始めた料理で最初に野球部に持ってきたもの。失敗作が多く、その処理は昇がたいらげてくれた。水、バター、小麦粉、卵、卵白、粉砂糖、卵黄、砂糖、小麦粉、牛乳、バター、バニラエッセンスを使う。追加としてコーティングチョコレートを使うとエクレアが出来るという補足つき。
茶巾ずし
練習試合でお弁当を作るため、「ガールフレンドの手作りならどんなお弁当が良い?」の質問に昇が答えた料理。米、昆布、酢、砂糖、塩、卵、むき海老、椎茸、人参、さやえんどう、三つ葉、グリンピース、海苔、芝海老を使用。
フラワーカップトースト
翔子が風邪で一週間休んだために野球部員から「お弁当がないから練習試合に負けた」「マネージャーの料理はお袋よりも上手い」と言われたリクエストで、料理はどうでもよかった翔子が料理の面白さを認識させたもの。食パン、バター、じゃが芋、人参、胡瓜、チェリーを使う。名前通り食パンをバターに塗ったカップに固定させて焼き、このカップに残りの具をいれるものである。

## 書誌情報
- 佐藤まり子 『シュガーポットのないしょ話』 講談社〈講談社コミックスなかよし〉、1980年8月5日第1刷発行
  - 同時収録
    - ラブ♡ケーキもう焼けた?（なかよし1979年1月号、原作：桐村杏子）
    - ちょっぴりひかえめ恋の味（同1980年6月号）
    - ケーキハウスはお日さま色（同1979年9月号前編、10月号後編）